# توبينز وشولتز
توبينز وشولتز (الألمانية: Többens und Schultz & Co) كانت شركة تصنيع نسيج ألمانية نازية تَصنع الزي الرسمي والجوارب والملابس الألمانية في غيتو وارسو وأماكن أخرى، أثناء احتلال بولندا في الحرب العالمية الثانية. كانت مملوكة ومُدارة من قِبل اثنين من كبار المستفيدين من الحرب: فريتز إميل شولتز من دانزيج، ومجرم حرب مُدان اسمه والتر سي توبينز (أي والتر كاسبار توبينز، من هامبورغ). 

## التاريخ
ظهر شولتز وتوبنز في وارسو في صيف عام 1941،  بعد فترة وجيزة من إغلاق الغيتو بجدران مُغطاة بالأسلاك الشائكة. استشرى هناك البطالة والجوع وسوء التغذية. في البداية، عمِل كلاهما وسيطًا بين القيادة العليا الألمانية وورشْ العمل التي يُديرها اليهود، وقدموا طلبات الإنتاج إليهم. وفي غضون أسابيع، افتتحا مصانعهما الخاصة في الغيتو باستخدام عمالة مستعبدة على نطاق قياسي.
بحلول ربيع 1942، كان لدى قسم التطريز الذي يديره شولتز في شارع نولوبي 44 3000 عامل يصنعون الأحذية والمنتجات الجلدية والسترات والجوارب للفيرماخت. كانت الأقسام الأخرى تصنع الفراء والسترات الصوفية أيضًا، وتحت حراسة شرطة Werkschutz-حماية المصنع. كان حوالي 15000 يهودي يعملون لدى توبنز في غيتو وارسو،  وفي شارع بروستا وفي مصانع شارع ليسزنو من بين أماكن أخرى. كان البقاء مع أي منهم مصدر حسد لليهود الآخرين الذين يعيشون في خوف من الترحيل. في أوائل عام 1943، حصل توبنز لنفسه على تعيين مفوض ترحيل يهودي في وارسو من أجل الحفاظ على قوة العمل الخاصة به آمنة وتعظيم الأرباح.

### الانتقال
نتيجة لانتفاضة غيتو وارسو وتدمير منطقة كاملة من المدينة على يد قوات الأمن الخاصة (SS)، نقل توبينز في مايو 1943 أعماله التجارية، بما في ذلك 10,000 عامل يهودي مستعبد مع عائلاتهم التي نجت من تريبلينكا، إلى معسكر اعتقال بونياتوفا الذي أقيم بالقرب من لوبلين، كجزء من ما يسمى «الحل الإقليمي للمسألة اليهودية» الذي لم يتم تنفيذه بالكامل من قبل قوات الأمن الخاصة. نقل فريتز شولتز مصنعه مع 6000 يهودي و 400 طفل إلى معسكر اعتقال تراونيكي القريب الذي كان يقوده كارل شترايبل.